# Drymeia lamnia
Drymeia lamnia är en tvåvingeart som först beskrevs av Walker 1849.  Drymeia lamnia ingår i släktet Drymeia och familjen blomsterflugor.
Artens utbredningsområde är Ontario. Inga underarter finns listade i Catalogue of Life.